# Ţorqabeh
Ţorqabeh (persiska: طرقبه) är en kommunhuvudort i Iran.   Den ligger i provinsen Khorasan, i den nordöstra delen av landet, 700 km öster om huvudstaden Teheran. Ţorqabeh ligger 1 316 meter över havet och antalet invånare är 13 158.
Terrängen runt Ţorqabeh är kuperad åt sydväst, men åt nordost är den platt. Runt Ţorqabeh är det ganska tätbefolkat, med 185 invånare per kvadratkilometer. Närmaste större samhälle är Mashhad, 17,4 km öster om Ţorqabeh. Trakten runt Ţorqabeh består i huvudsak av gräsmarker.